# 箐门县
箐门县（越南语：／）是越南河江省下辖的一个县。面积595.2平方公里，2018年时总人口66340人。

## 地理
箐门县北接中国，南接光平县，东接黄树皮县，西接老街省新马街县、北河县和保安县。

## 历史
2003年12月1日，以新南社1社和黄树皮县2社、北光县12社析置光平县。
2009年3月31日，戈丕社改制为戈丕市镇。
2019年12月17日，岸颤社并入忠盛社。
2025年6月12日，宣光省和河江省合并成新的宣光省，箐门县随之短暂划归宣光省管辖。6月16日，越南国会废除县级政区，箐门县随之废除；田房社、南箐社、班尤社、居嘎社和箐门社合并成新的箐门社，戈丕市镇、南马社、班奥社和八围树社合并成新的八围树社，者腊社、大牛社和南仁社合并成新的南仁社，戈里社、秋斜社和忠盛社合并成新的忠盛社，那持社和坤弄社合并成新的坤弄社，广原社不作调整，各新社均隶属宣光省直接管辖。

## 行政区划
箐门县下辖1市镇17社，县莅戈丕市镇。
- 戈丕市镇（Thị trấn Cốc Pài）
- 班尤社（Xã Bản Díu）
- 班奥社（Xã Bản Ngò）
- 者腊社（Xã Chế Là）
- 居嘎社（Xã Chí Cà）
- 戈里社（Xã Cốc Rế）
- 坤弄社（Xã Khuôn Lùng）
- 那持社（Xã Nà Chì）
- 南仁社（Xã Nậm Dẩn）
- 南马社（Xã Nàn Ma）
- 南箐社（Xã Nàn Xỉn）
- 八围树社（Xã Pà Vầy Sủ）
- 广原社（Xã Quảng Nguyên）
- 大牛社（Xã Tả Nhìu）
- 田房社（Xã Thèn Phàng）
- 秋斜社（Xã Thu Tà）
- 忠盛社（Xã Trung Thịnh）
- 箐门社（Xã Xín Mần）